# Srednje Brdo
Srednje Brdo je naselje u slovenskoj Općini Gorenjoj vasi - Poljane. Srednje Brdo se nalazi u pokrajini Gorenjskoj i statističkoj regiji Gorenjskoj. 

## Stanovništvo
Prema popisu stanovništva iz 2002. godine naselje je imalo 97 stanovnika.